# Yves-Marie Croc
Yves-Marie Croc est un missionnaire catholique français né le 30 juin 1829 à Pouldouaran en Coatréven dans les Côtes du Nord et mort le 11 octobre 1885 à Hong-Kong, membre des Missions étrangères de Paris, évêque in partibus de Laranda (de), puis vicaire apostolique du Tonkin méridional (1877 1885).

## Études
Yves-Marie Croc étudie au petit séminaire de Tréguier puis au grand séminaire de Saint-Brieuc. En 1851, il entre au séminaire des Missions étrangère de Paris, et se fait ordonné prêtre deux ans plus tard, le 17 décembre 1853.

## Première mission
Le 22 mars 1854, il est envoyé au Tonkin méridional, ou il vit ses premières missions caché chez des chrétiens, dans les forêts ou sur les bords du fleuve Giant.

## La campagne de Cochinchine
En 1859, à la suite du massacre de deux catholiques espagnols, l'empereur Napoléon III ordonne l'attaque du Vietnam de l'empereur Tu Duc. Il en confie la mission à l'amiral Charles Rigault de Genouilly, déjà présent sur place. Yves Marie Croc est interprète de l'état-major. Il épaule l'expédition française lors de la prise de Saigon, effective le 17 février 1859, et se tient aux côtés de l'amiral briochin Léonard Victor Charner, blessé lors de la bataille de Ky Hoa, les 24 et 25 février suivants.
Il accompagne également l'amiral Louis Adolphe Bonard lors de l'expédition de Béria. Sa présence, son courage et son rôle lors de ces étapes clés de la campagne de Cochinchine lui valent deux décorations, la légion d'honneur et une décoration dans l'ordre d'Isabelle la Catholique, l'origine de l'intervention française étant le massacre de deux catholiques espagnols, et l'expédition française étant épaulée par quelque mille hommes de la garnison espagnole des Philippines.

## La consécration épiscopale de 1868
Yves-Marie Croc est consacré le 7 juin 1868 par Jean-Denis Gauthier (en) avec comme co-consécrateur Louis-Marie Pineau. 

## La participation au concile du Vatican (1870)
En tant que coadjuteur de l'évêque du Tonkin méridional, il participe aux travaux du concile Vatican I ouvert le 8 décembre 1869. Ce concile, le premier depuis trois siècles, est convoqué par le pape Pie IX afin de définir les erreurs du temps, déjà mises par écrit dans le Syllabus en 1864, et de moderniser les canons du concile de Trente.

## Décès
Vivant dans des régions de famine et de choléra, l'ecclésiastique se fatigue beaucoup à exercer son ministère et, en 1883, il doit se rendre au sanatorium de Béthanie à Hong Kong, où il décède le 11 octobre 1885. Rapportés au Tonkin méridional, ses restes sont déposés dans l'église de Xa-Doai, aujourd'hui Nghi Dien, dans la province de Nghe An.